# Traumatisme cranioencefàlic
El traumatisme cranioencefàlic (TCE) és l'alteració en la funció neurològica o una altra evidència de patologia cerebral a causa d'una força traumàtica externa que ocasioni un dany físic en l'encèfal. El TCE representa un greu problema de salut i és la causa més comuna de mort i discapacitat en la gent jove, sense explicar les grans repercussions econòmiques relacionades.
També pot definir-se com la lesió directa de les estructures cranials, encefàliques o meníngies que es presenten com a conseqüència d'un agent mecànic extern i pot originar una deterioració funcional del contingut cranial.
El tractament mèdic actual d'un TCE s'enfoca a minimitzar el dany secundari optimitzant la perfusió i oxigenació cerebral i prevenir o tractar la morbiditat no neurològica. Té un bon pronòstic si s'utilitzen mesures terapèutiques basades en evidències científiques, no obstant això, el tractament d'aquesta malaltia encara és un repte per a la medicina a causa de les controvèrsies que ha generat.

## Concepte
El TCE pot definir-se com qualsevol lesió física o deterioració funcional de contingut cranial secundari per un intercanvi brusc d'energia mecànica. Aquesta definició inclou a totes aquelles causes externes que poguessin causar commoció, contusió, hemorràgia o laceració del cervell, cerebel i tija encefàlica fins al nivell vertebral de T1.
L'alteració de la funció cerebral es defineix com un dels següents signes clínics:
- Qualsevol període de pèrdua o disminució del nivell de consciència.
- Pèrdua de la memòria d'esdeveniments immediatament anteriors —amnèsia retrògrada— o immediatament posteriors del traumatisme —amnèsia anterògrada—
- Dèficits neurològics (astènia, trastorns de l'equilibri, trastorns visuals, dispràxia, parèsia/plegia, pèrdua sensitiva, afàsia, etc.)
- Qualsevol alteració de l'estat mental al moment del traumatisme (confusió, desorientació, pensament alentit, etc.)
- Altres evidència de patologia cerebral que poden incloure evidència visual, neuroradiològica, o confirmació del dany cerebral per proves de laboratori.

Les forces externes implicades poden ser del tipus:
- El cap és copejat per un objecte.
- El cap copeja un objecte.
- El cervell és sotmès a un moviment d'acceleració o desacceleració sense un trauma directe sobre el cap.
- Un cos estrany penetra el crani.
- Forces generades per una explosió.
- Altres forces sense definir.

Clàssicament, la lesió traumàtica del cervell s'ha definit d'acord amb criteris clínics. Les modernes tècniques d'imatge com la ressonància magnètica nuclear (RMN) mostren una sensibilitat cada vegada major. És possible que es puguin desenvolupar en el futur altres biomarcadors útils.

## Etiologia
Als països sense guerra, la majoria de TCE són causats per accidents de vehicles de motor amb el 78% dels casos de TCE sever dels quals 53% van ser accidents per automòbil, 22% accidents de motocicleta i 3% atropellats. Altres causes importants són els accidents laborals, amb 19% dels casos on 2,5% és un accident in itinere. Les lesions en esdeveniments esportius constitueixen un 1,8% dels casos i les agressions representen 2%, però es considera que menys del 10% de les agressions són per arma de foc.